# Aristarh sa Samotrake
Aristarh sa Samotrake (grčki: Ἀρίσταρχος, 220 pr. Kr.?–143. pr. Kr.?) je bio grčki gramatičar i književni kritičar, poznat kao jedan od najvećih proučavatelja Homerove poezije. Također je služio kao glavni knjižničar Aleksandrijske knjižnice naslijedivši na tom mjestu svog učitelja Aristofana.
Aristarh je priredio za povijest književnosti važno kritičko izdanje Homerovih pjesama, na kome je primijenjen učiteljev sistem akcenata. Njemu, odnosno Zenodotu, jednom od njegovih prethodnika, pripusuje se podjela na Ilijade i Odiseje na po 24 knjige. Prema Sudi, Aristarh je napisao preko 800 traktata (ὑπομνήματα) o raznim temama, ali su svi izgubljeni osim nekoliko fragmenata.
O Aristarhovoj smrti postoji nekoliko različitih verzija u povijesnim izvorima, ali se svi slažu da se ona dogodila za vrijeme kada je egipatski kralj Ptolemej VIII progonio učenjake. Prema jednoj od njih, Aristarh je bio izgnan na Cipar, gdje je, oboljevši od neizlječivog edema, sam sebe namjerno izgladnio na smrt.
Zbog važnosti koju je imao za razvoj književne kritike ime mu je postalo sinonim za oštrog kritičara.
Pripadnik njegove škole je bio Pamfil iz Aleksandrije.

## Vanjske poveznice
- New Advent Encyclopedia article on Library of Alexandria